# 하와이의 연정
"하와이의 연정"은 한국에서 제작된 현상열 감독의 1967년 드라마 영화이다. 김진규 등이 주연으로 출연하였고 주동진 등이 제작에 참여하였다.

## 출연

### 주연
- 김진규
- 남정임
- 정민
- 전계현
- 김희갑

## 기타
- 원작자: 홍진아
- 조명: 손영철
- 미술: 박석인